# Klamoš
Klamoš (en allemand : Klamosch) est une commune du district de Hradec Králové, dans la région de Hradec Králové, en République tchèque. Sa population s'élevait à 408 habitants en 2022.

## Géographie
Klamoš se trouve à 5 km au sud-est de Chlumec nad Cidlinou, à 25 km à l'ouest-sud-ouest de Hradec Králové et à 77 km à l'est-nord-est de Prague.
La commune est limitée par Nové Město au nord, par Chýšť et Malé Výkleky à l'est, par Přepychy, Újezd u Přelouče et Kladruby nad Labem au sud, et par Chlumec nad Cidlinou à l'ouest.

## Histoire
La première mention écrite de la localité date de 1356.

## Administration
La commune se compose de deux sections :
- Klamoš
- Štít

## Galerie

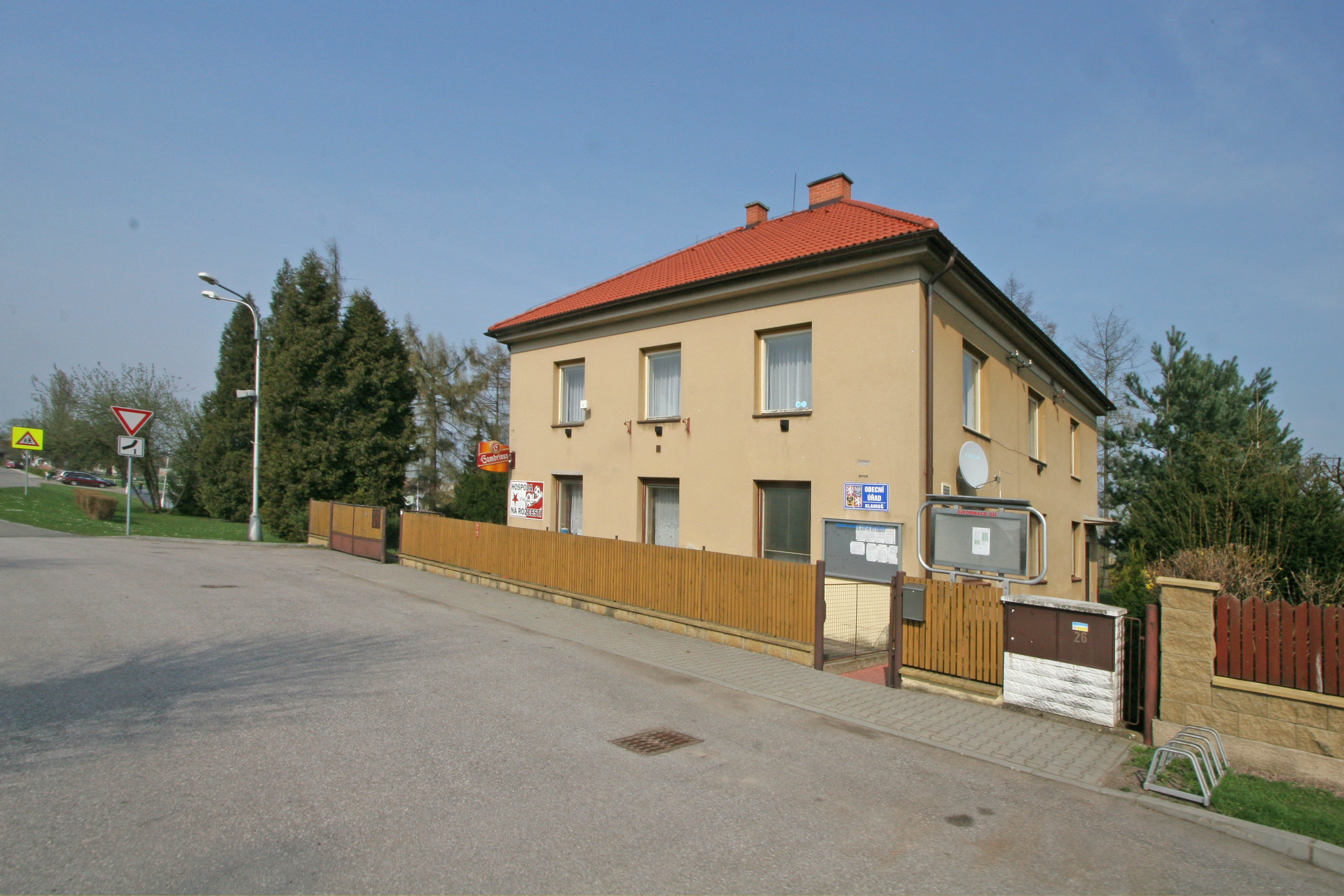
Klamoš : la mairie.
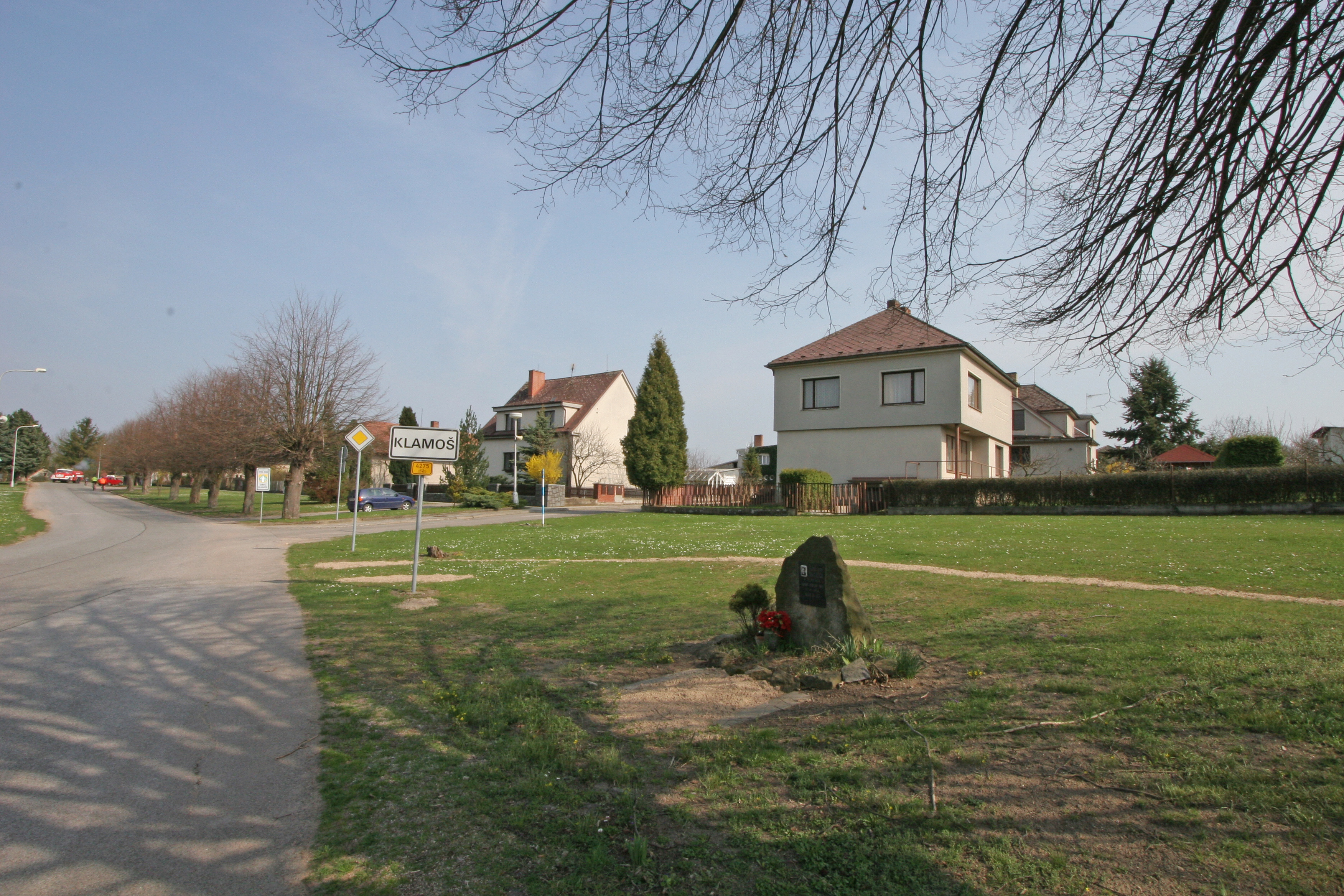
Route à Klamoš.

## Transports
Par la route, Klamoš se trouve à 5,7 km de Chlumec nad Cidlinou, à 30 km de Hradec Králové et à 93 km de Prague. 